# Lee Sang-yi
Lee Sang-yi (kor. 이상의, ur. 1922) – południowokoreański piłkarz występujący podczas kariery na pozycji pomocnika.

## Kariera klubowa
Lee podczas kariery piłkarskiej występował w Seoul Army Club.

## Kariera reprezentacyjna
W reprezentacji Korei Południowej Lee występował w latach 50. 
W 1954 został powołany do kadry na mistrzostwa świata. Na mundialu w Szwajcarii był rezerwowym i nie wystąpił w żadnym meczu.